# Filosofia do despotismo oriental
Filosofia do despotismo oriental refere-se a ideologias políticas na Ásia que aderiram às políticas de extrema direita, que ganharam popularidade em muitos países da região a partir da década de 1930 comparativamente as democracias ocidentais por causa da economia monopolista de escala. As teorias materialistas e ecológicas no despotismo oriental influenciaram antropólogos ecológicos e historiadores da economia global, embora alguns deles tenham encontrado falhas em sua metodologia e base empírica ou questionado os motivos políticos de Wittfogel. Wittfogel, que foi educado em centros alemães de sinologia e ingressou no Partido Comunista Alemão em 1920, estava insatisfeito com o debate sobre o modo de produção asiático (AMP) que remontava a Montesquieu e Hegel. A Europa moderna, na formulação clássica de Marx, foi criada pelo conflito entre as classes burguesas e capitalistas industriais emergentes, de um lado, e o Antigo Regime de economia feudal, de outro. Shmuel Eisenstadt considera esse teoria orientalista conforme também descreveu Edward Said.

## Irã
SUMKA copiou não só a ideologia do Partido Nacional-Socialista dos Trabalhadores Alemães mas também o estilo daquele grupo, adotando a suástica, a camisa preta e a saudação do chefe enquanto Monshizadeh até buscava cultivar uma aparência semelhante à de Adolf Hitler. Também existe o MEK que é descrito como totalitário pela mídia ocidental.

## Israel

### Maximalismo Revisionista
Achimeir era um fascista que se autodenominava que escreveu uma série de artigos em 1928 intitulada "Do Diário de um Fascista". Achimeir rejeitou o humanismo, o liberalismo e o socialismo ; condenou os sionistas liberais por trabalharem apenas para judeus de classe média; e afirmou a necessidade de um integralista, "nacionalismo puro" semelhante ao da Itália fascista sob Benito Mussolini. Achimeir recusou-se a fazer parte de coalizões reformistas sionistas e insistiu que apoiaria apenas sionistas revolucionários que estivessem dispostos a usar a violência.

## Líbano
Em 1936, o Partido Kataeb foi fundado por Pierre Gemayel e este grupo também se inspirou nos fascistas europeus, também usando a saudação romana e um uniforme de camisa marrom. Este grupo também defendia um forte senso de nacionalismo libanês e um culto de liderança, mas não apoiava o totalitarismo e, como resultado, não podia ser caracterizado como totalmente fascista.

## Síria
O Partido Nacionalista Social Sírio foi fundado em 1932 por Antun Saadeh com o objetivo de restaurar a independência da Síria da França e assumir a liderança do fascismo. Este grupo também usou a saudação nacional-socialista e um símbolo semelhante à suástica enquanto Saadeh tomou emprestados elementos da ideologia nacional-socialista, notadamente o culto à personalidade e o anseio por uma idade de ouro mítica e racialmente pura. Um grupo de jovens, baseado no modelo da Juventude Hitlerista, também foi organizado.
O Estado Islâmico se encaixa também na maioria das definições de totalitárismo.